# ونوس (اسم)
ونوس هو اسم علم مذكر من أصل عربي، ومعناه هو الكثير الأنس.

## وصلات خارجية
- موسوعة السلطان قابوس لأسماء العرب